# کرومهرمرسدورف
کرومهرمرسدورف (به آلمانی: Krumhermersdorf) یک منطقهٔ مسکونی در آلمان است که در چوپا واقع شده‌است. کرومهرمرسدورف ۱٬۷۰۰ نفر جمعیت دارد.